# D2020 (Eure-et-Loir)
De D2020 is een departementale weg in het Midden-Franse departement Eure-et-Loir. De weg loopt van de grens met Essonne via Barmainville, Toury en Château-Gaillard naar de grens met Loiret. De weg wordt bij Tivernon kort onderbroken door de D2020 in Loiret. In Essonne loopt de weg als RNIL 20 verder naar Étampes en Parijs. In Loiret loopt de weg verder als D2020 naar Orléans en Toulouse.

## Geschiedenis
Oorspronkelijk was de D2020 onderdeel van de N20. In 2006 werd de weg overgedragen aan het departement Eure-et-Loir, omdat de weg geen belang meer had voor het doorgaande verkeer vanwege de parallelle autosnelweg A10. De weg is toen omgenummerd tot D2020.